# Ethan Embry
Ethan Embry (Huntington Beach, 1978. június 13. –) amerikai színész.
Filmjei közé tartozik A zenebirodalom visszavág (1995), a Nyomul a banda (1996), a Buli az élet (1998) és a Mindenütt nő (2002).
2006–2008 között a Vértestvérek című bűnügyi drámasorozatban játszott főszerepet. 2013-ban az Egyszer volt, hol nem volt epizódjaiban tűnt fel, majd 2015-től 2022-ig a Grace és Frankie-ben kapott állandó szerepet.

## Filmográfia

### Film
| Év   | Magyar cím                | Eredeti cím                    | Szerep                            | Magyar hang      |
| ---- | ------------------------- | ------------------------------ | --------------------------------- | ---------------- |
| 1991 | Tranzit a mindenhatóhoz   | Defending Your Life            | Steve                             | Bódy Gergely     |
| 1991 | Az agyamra mész!          | Dutch                          | Doyle Standish                    | Juhász Péter     |
| 1991 | Gézengúzok karácsonya     | All I Want for Christmas       | Ethan O'Fallon                    | Minárovits Péter |
| 1993 | Távol, ahol az elefántok… | A Far Off Place                | Harry Winslow                     | Szuper Levente   |
| 1994 |                           | Season of Change               | Bobby Bascomb                     |                  |
| 1995 | Evolver                   | Evolver                        | Kyle Baxter                       | Fekete Zoltán    |
| 1995 | A zenebirodalom visszavág | Empire Records                 | Mark                              |                  |
| 1996 | Tomboló szél              | White Squall                   | Tracy Lapchick                    | Háda János       |
| 1996 | Nyomul a banda            | That Thing You Do!             | A basszusgitáros                  | Boros Zoltán     |
| 1997 | Vegasi vakáció            | Vegas Vacation                 | Rusty Griswold / Nick Papagiorgio | Bolba Tamás      |
| 1998 | Amerikai bérgyilkosnő     | Montana                        | Jimmy                             | Barát Attila     |
| 1998 |                           | How to Make the Cruelest Month | Dillger                           |                  |
| 1998 | Az angyalok háborúja 2.   | The Prophecy II                | fiatal halottkém                  |                  |
| 1998 | A semmi közepén           | Dancer, Texas Pop. 81          | Squirrel                          | Csőre Gábor      |
| 1998 | Buli az élet              | Can't Hardly Wait              | Preston Meyers                    | Seszták Szabolcs |
| 1998 | Kísérleti patkányok       | Disturbing Behavior            | Allen Clark                       | Welker Gábor     |
| 2000 |                           | The Independent                | Bert                              |                  |
| 2001 |                           | Rennie's Landing               | Trevor Logan                      |                  |
| 2001 | Áll a bál                 | Ball in the House              | Bobby                             |                  |
| 2001 |                           | Who Is A.B.?                   | ismeretlen szerep                 |                  |
| 2002 | Mindenütt nő              | Sweet Home Alabama             | Bobby Ray                         | Hevér Gábor      |
| 2002 | Ők                        | They                           | Sam Burnside                      |                  |
| 2003 | Pasimentes övezet         | Manfast                        | Johnny Shore                      |                  |
| 2003 | Idővonal                  | Timeline                       | Josh Stern                        | Fekete Zoltán    |
| 2004 | Kalandférgek              | Harold & Kumar                 | Billy Carver                      | Magyar Bálint    |
| 2005 |                           | Pizza                          | Matt Firenze                      |                  |
| 2005 | Ásó, kapa, vadkaland      | Standing Still                 | Donovan                           | Magyar Bálint    |
| 2007 | Elhagyott szoba           | Vacancy                        | szerelő                           | Hujber Ferenc    |
| 2008 |                           | Player 5150                    | Joey                              |                  |
| 2008 |                           | Heart of a Dragon              | Lee                               |                  |
| 2008 | Sasszem                   | Eagle Eye                      | Toby Grant ügynök                 | Elek Ferenc      |
| 2010 |                           | The Kane Files: Life of Trial  | Jace Olsen                        |                  |
| 2011 | Családi meló              | The Reunion                    | Leo Carey                         | Moser Károly     |
| 2012 |                           | Dorothy and the Witches of Oz  | Frick                             |                  |
| 2012 |                           | Ordinary Man                   | Jason Watts                       |                  |
| 2013 |                           | Cheap Thrills                  | Vince                             |                  |
| 2013 |                           | The House Across the Street    | Tom                               |                  |
| 2013 |                           | Armed Response                 | Kevin                             |                  |
| 2014 |                           | The Guest                      | Higgings                          |                  |
| 2014 |                           | Late Phases                    | Will                              |                  |
| 2015 |                           | Bereave                        | Tommy                             |                  |
| 2015 |                           | Echoes of War                  | Seamus Riley                      |                  |
| 2015 |                           | Covergence                     | Daniel                            |                  |
| 2015 |                           | The Devil's Candy              | Jesse Hellman                     |                  |
| 2016 |                           | Fashionista                    | Eric                              |                  |
| 2018 |                           | Blindspotting                  | Molina rendőrtiszt                |                  |
| 2018 | Az első ember             | First Man                      | Pete Conrad                       | Láng Balázs      |
| 2022 | A nyoma vesztett          | Last Seen Alive                | Bütyök                            | Fekete Zoltán    |

Rövidfilmek
- 1992: A Dog and His Boy – nem szerepel (rendezőasszisztens és producer)
- 2001: Male Order – színész
- 2006: A Slice of ’Pizza’ – Matt Firenze
- 2006: Escape – hollywoodi ügynök
- 2006: Kidney Thieves – srác
- 2007: Order Up – férfi
- 2010: You're So Vain – barát
- 2015: White Cops and Unarmed Black Civilians Playset! – ismeretlen szerep
- 2016: Those Eyes – fiú
- 2017: The Feminist  – nem szerepel (operatőr)
- 2018: Nathaniel Rateliff & The Night Sweats: You Worry Me – férj

### Televízió
| Év        | Magyar cím                       | Eredeti cím                         | Szerep                        | Megjegyzések                                                               |
| --------- | -------------------------------- | ----------------------------------- | ----------------------------- | -------------------------------------------------------------------------- |
| 1990      |                                  | Drug Wars: The Camarena Story       | ismeretlen szerep             | minisorozat (3 epizód)                                                     |
| 1991      | Rosszcsontok égen-földön         | Bad Attitudes                       | Cosmo Consingsby              | - tévéfilm - magyar hangja: - Baráth István                                |
| 1993–1994 |                                  | Harts of the West                   | Randy                         | 2 epizód                                                                   |
| 1994      | Gyilkos sorok                    | Murder, She Wrote                   | Jimmy Taylor / Mike Seresino  | 2 epizód                                                                   |
| 1998      | Herkules                         | Hercules                            | Melampus (hangja)             | 2 epizód                                                                   |
| 1999      | A Thornberry család              | The Wild Thornberrys                | Ned Fervel (hangja)           | 1 epizód                                                                   |
| 1999      | Rocket Power                     | Rocket Power                        | tévés bemondó (hangja)        | 1 epizód                                                                   |
| 1999–2000 | Batman of the Future             | Batman Beyond                       | Lee / Terrapin (hangja)       | 2 epizód                                                                   |
| 1999–2000 |                                  | Work with Me                        | Sebastian                     | állandó szerep (10 epizód)                                                 |
| 2000      | Légy valódi                      | Get Real                            | Wade Kostick                  | 1 epizód                                                                   |
| 2000–2001 |                                  | FreakyLinks                         | Derek Barnes / Adam Barnes    | állandó szerep (13 epizód)                                                 |
| 2001      |                                  | The Zeta Project                    | Bodhi (hangja)                | 1 epizód                                                                   |
| 2001      |                                  | Silicon Follies                     | ismeretlen szerep             | tévéfilm                                                                   |
| 2002      |                                  | The Twilight Zone                   | Zack Walker                   | 1 epizód                                                                   |
| 2003      |                                  | L.A. Dragnet                        | Frank Smith nyomozó           | állandó szerep (12 epizód)                                                 |
| 2003      | Pókember                         | Spider-Man: The New Animated Series | Max Dillon / Electro (hangja) | 3 epizód                                                                   |
| 2004      | Celeste a városban               | Celeste in the City                 | Kyle Halley                   | tévéfilm                                                                   |
| 2004      | Otthon a Liberty Streeten        | Life on Liberty Street              | Rick Spencer                  | tévéfilm                                                                   |
| 2005      | Gyilkos számok                   | Numb3rs                             | Blake Cosnell                 | 1 epizód                                                                   |
| 2005      | A horror mesterei                | Masters of Horror                   | Bruce                         | - 1 epizód - magyar hangja: - Barát Attila                                 |
| 2006      | Esküdt ellenségek: Bűnös szándék | Law & Order: Criminal Intent        | Art Geddons                   | 1 epizód                                                                   |
| 2006–2008 | Vértestvérek                     | Brotherhood                         | Declan 'Decko' Griggs         | - állandó szerep (20 epizód) - magyar hangja: - Zámbori Soma (2. szinkron) |
| 2009      | A félelem maga                   | Fear Itself                         | Chance Miller                 | - 1 epizód - magyar hangja: - Kárpáti Levente                              |
| 2010      | Doktor House                     | House                               | Mickey                        | 1 epizód                                                                   |
| 2010      |                                  | Biography                           | önmaga (interjúalany)         | 1 epizód                                                                   |
| 2011      | Peren kívül                      | Fairly Legal                        | Spencer Reed                  | 3 epizód                                                                   |
| 2011      | Óz boszorkányai                  | Dorothy and the Witches of Oz       | Frick                         | - minisorozat (2 epizód) - magyar hangja: - Markovics Tamás                |
| 2011      | CSI: Miami helyszínelők          | CSI: Miami                          | Randy North                   | 2 epizód                                                                   |
| 2012      |                                  | Imaginary Friend                    | Brad                          | tévéfilm                                                                   |
| 2012      | Haláli testcsere                 | Drop Dead Diva                      | Mark Baker                    | 1 epizód                                                                   |
| 2012      |                                  | Dark Wall                           | férfi                         | 1 epizód                                                                   |
| 2012      | A Grace klinika                  | Grey's Anatomy                      | Dr. David Moore               | 1 epizód                                                                   |
| 2012      |                                  | The Frontier                        | D.J. Jackson                  | tévéfilm                                                                   |
| 2013      | Egyszer volt, hol nem volt       | Once Upon a Time                    | Greg Mendell                  | visszatérő szerep 2-3. évad (10 epizód)                                    |
| 2014      | CSI: A helyszínelők              | CSI: Crime Scene Investigation      | Jefferson Nalley              | 1 epizód                                                                   |
| 2014      | Hawaii Five-0                    | Hawaii Five-0                       | Shawn Hutten                  | 1 epizód                                                                   |
| 2015      | The Walking Dead                 | The Walking Dead                    | Carter                        | - 1 epizód (Vállvetve) - magyar hangja: - Szabó Máté                       |
| 2015–2019 | A szélhámos                      | Sneaky Pete                         | Pete Murphy / Real Pete       | visszatérő szerep (11 epizód)                                              |
| 2015–2022 | Grace és Frankie                 | Grace and Frankie                   | Coyote Bergstein              | állandó szerep (53 epizód)                                                 |
| 2017      |                                  | A Bunch of Dicks                    | Mick                          | minisorozat                                                                |
| 2017      |                                  | Idiotsitter                         | ismeretlen szerep             | 1 epizód                                                                   |
| 2020      |                                  | The Twilight Zone                   | Harry Pine                    | 1 epizód                                                                   |
| 2021      | Stargirl                         | Stargirl                            | Johnny Thunder                | 2 epizód                                                                   |
| 2021      |                                  | Creepshow                           | Hank                          | 1 epizód                                                                   |
| 2023      | Gotham lovagjai                  | Gotham Knights                      | Arthur Brown                  | 3 epizód                                                                   |

## Fordítás
- Ez a szócikk részben vagy egészben  az   Ethan Embry című angol Wikipédia-szócikk ezen változatának fordításán alapul.  Az eredeti cikk szerkesztőit annak laptörténete sorolja fel. Ez a jelzés csupán a megfogalmazás eredetét és a szerzői jogokat jelzi, nem szolgál a cikkben szereplő információk forrásmegjelöléseként.